# Noord-Beveland
Noord-Beveland ( udtalelse ?) er en kommune og halvø, beliggende i den sydlige provins Zeeland i Nederlandene.
- Mølle på Colijnsplaat Nooit Gedacht
- billede af Noord-Beveland
- En bus fra Zierikzee til Goes over Zeelandbroen på Colijnsplaat